# Krňany
Krňany (en allemand : Krinian) est une commune du district de Benešov, dans la région de Bohême-Centrale, en Tchéquie. Sa population s'élevait à 454 habitants en 2020.

## Géographie
Krňany se trouve à 6 km au sud de Jílové u Prahy, à 17 km à l'ouest-nord-ouest de Benešov et à 26 km au sud de Prague.
La commune est limitée par Hradištko au nord-ouest et au nord, par Jílové u Prahy au nord, par Kamenný Přívoz, Lešany et Netvořice à l'est, par Vysoký Újezd et Rabyně au sud, et par Štěchovice à l'ouest.

## Histoire
La première mention écrite de la localité date de 1061.

## Administration
La commune se compose de trois quartiers :
- Krňany
- Teletín
- Třebsín